# SQL
Az SQL, azaz Structured Query Language (strukturált lekérdezőnyelv) relációsadatbázis-kezelők lekérdezési nyelve.
Angol nyelvterületen 'eszkjuel' a kiejtése. A hagyományokhoz való hűség jegyében sokan 'szíkvel'-nek ejtik, ugyanis korábban Structured English Query Language (SEQUEL) volt az elnevezés, és ezt rövidítették le.
A relációsadatbázis-kezelők általában az SQL nyelven programozhatók. Az SQL alapvető utasításait közel egyformán valósítják meg, de a később beépült nyelvi elemek körében nagyon nagy az eltérés, az inkompatibilitás, emiatt számos SQL nyelvjárásról beszélhetünk.
Jellegét tekintve ez a szakterület-specifikus nyelv részben procedurális, részben deklaratív.

## Az SQL története
Az SQL alapjait az IBM-nél fektették le, még az 1970-es években. Elvi alapot a relációs adatmodell szolgáltatott, amit Edgar F. Codd híres 12 szabályával írt le először, 1970-ben.
Az IBM, az Oracle és más gyártók is érdekeltek voltak egy szabványos lekérdező nyelv kifejlesztésében, amivel a relációs adatbázisok programozhatók. Az iparági összefogással létrejött ANSI NCITS (National Committee on Information Technology Standards) H2 csoport lerakta az SQL alapjait.
A szabványt az ANSI (Amerikai Nemzeti Szabványügyi Intézet – American National Standards Institute) 1986-ban, az ISO (Nemzetközi Szabványügyi Szervezet – International Organization for Standardization) 1987-ben jegyezte be. Az SQL leírását az ISO 9075 szabvány rögzíti. Az első változatot SQL86 néven is szokták emlegetni.
Az SQL-t folyamatosan továbbfejlesztették, és napjainkig nyolc jelentős kiadást különböztetünk meg:
- SQL86
- SQL89
- SQL92
- SQL99 (v. más néven: SQL3)
- SQL:2006
- SQL:2008
- SQL:2011
- SQL:2017

Az első kivételével mindegyik szabvány többszintű megvalósítást tesz lehetővé a gyártóknak (belépő szintű, közepes vagy teljes). Általában a későbbi szabványok belépő szintjei az előző szabvány teljes szintjeinek felelnek meg.

## Az SQL nyelv
Az SQL nyelvi elemeket 4 részre, adatdefiníciós (Data Definition Language, DDL), adatkezelési (Data Manipulation Language, DML), lekérdező (QUERY (Language - QL)) és adatvezérlő (Data Control Language, DCL) részekre lehet bontani.
A nyelvben az utasításokat a pontosvessző választja el egymástól.

### Adatdefiníciós utasítások (Data Definition Language - DDL)
Azt a nyelvet melynek segítségével az adatbázis adminisztrátorok az új adatbázisok sémáját definiálják adatdefiníciós nyelveknek (DDL = Data Definition Language) nevezzük.

#### CREATE
Adatbázis objektum létrehozása. Példa adatbázis tábla definíciójára:
```
 
CREATE
 
TABLE
 
Szamla
 
(

   
Szamlaszam
 
NUMERIC
(
24
),

   
Tulajdonos
 
VARCHAR
(
60
),

   
Nyitas
 
DATE
,

   
Allapot
 
VARCHAR
(
1
),

     
PRIMARY
 
KEY
 
(
Szamlaszam
)

 
);

```

A fenti példa létrehoz egy adatbázis táblát, 4 oszloppal.

#### ALTER
Adatbázis-objektum módosítása. Példa:
```
 
ALTER
 
TABLE
 
Szamla

   
ALTER
 
COLUMN
 
Szamlaszam
 
VARCHAR
(
26
);

```

A fenti példa megváltoztatja egy adatbázis tábla egy oszlopának típusát.

#### DROP
Egy adatbázisbeli objektum megszüntetése. Példa:
```
 
DROP
 
INDEX
 
Szamla_1
;

```

A fenti példa megszüntet egy indexet.
```
 
DROP
 
TABLE
 
egy_tabla
;

```

Ez pedig egy adattáblát szüntet meg.

#### TRUNCATE
A truncate parancs egy tábla tartalmát törli (de a táblát magát nem).
```
 
TRUNCATE
 
TABLE
 
egy_tabla
;

```

A DDL (Data Definition) és DML (Data Manipulation) között jelentős különbség nem abban áll, hogy változtat-e az adatbázis tartalmán (hiszen például a szó szoros értelmében adat "törlés" történik drop, truncate és delete esetén is). A különbség a tranzakcióbiztosságban vehető észre: a ddl utasítások nem tranzakcióbiztosak, azaz azonnal végrehajtásra kerülnek, míg a dml utasítások (delete, insert, update) csak COMMIT parancs után válnak véglegessé. Ez a gyakorlatban:
- ha például update történik egy táblán, azt a másik felhasználó csak akkor láthatja ha commit is történik
- ha drop paranccsal megszüntetünk egy objektumot, akkor automatikusan törlődik
- dml parancsok commitálása (véglegesítése) előtt egy ROLLBACK paranccsal visszavonhatóak
- a truncate parancs ennek megfelelően ddl parancsnak minősíthető

### Adatlekérdező utasítások (Data Query Language - DQL)
A lekérdező nyelv egyetlen utasításból áll, mely számos alparancsot tartalmazhat, és a lekérdező utasítások többszörös mélységben egymásba ágyazhatók. Célja, hogy egy vagy több adathalmazból (reláció) egy adathalmazt állítson elő. A bemeneti adatokon, a relációs algebra műveletei hajthatóak végre, aminek következményeként egy eredmény táblát kap a felhasználó. Végrehajtási sorrendjük a következő: FROM, WHERE, GROUP BY, HAVING, SELECT, ORDER BY.

#### SELECT
Az SQL talán leggyakrabban használt utasítása a lekérdezés. Ez a nyelvi elem inkább deklaratívnak tekinthető, mint procedurálisnak, hiszen a felhasználó (programozó) csak az eredményhalmaz mezőit (oszlopait) és a halmaz felépítésének feltételeit határozza meg, a leválogatási algoritmus elkészítése az adatbázis-kezelő feladata.
A SELECT utasítás az adatok egy halmazát válogatja ki egy táblázatba a relációs adatbázisból, és teszi elérhetővé valamilyen technikával a felhasználó számára. Mivel elég nagy adatmennyiségekről lehet szó (szélsőséges esetben az egész adatbázisról), ezért a halmaz általában szekvenciálisan olvasható. Egy mutató (kurzor) mozgatható az eredmény halmazon előre vagy hátra, és kiolvasható, hogy milyen adatok vannak a mutató alatt. Ha a mutató az eredményhalmaz végére vagy elejére ért, azt különleges jelzéssel tudatja az adatbázis-kezelő (EOF – End of File – állomány vége, illetve BOF – Beginning of File, állomány eleje)
Példa:
```
 
SELECT
 
COUNT
(
*
),
 
Tulajdonos

 
FROM
 
Szamla

 
WHERE
 
Allapot
 
=
 
'N'

 
GROUP
 
BY
 
Tulajdonos

 
HAVING
 
COUNT
(
*
)
 
>
 
1

 
ORDER
 
BY
 
Tulajdonos

```

A fenti példa kilistázza azokat a személyeket, akiknek egynél több aktív bankszámlája van. Az első oszlopban az aktív bankszámlák száma, a másodikban a tulajdonosok neve olvasható. A táblázat a tulajdonosok neve szerinti emelkedő sorrendben jelenik meg.
A SELECT utasítás több szakaszból állhat, amelyek közül majdnem mindegyik elhagyható, ha szükséges. Az egyes szakaszok magyarázata:

##### SELECT
Az eredményhalmaz oszlopait kell itt felsorolni. Nagyon hasznos, hogy további SELECT-ek is lehetnek benne!
Példa:
```
 
SELECT
 
Vevo
.
Nev
,
 
(
SELECT
 
SUM
(
Osszeg
)
 
FROM
 
Rendeles
 
WHERE
 
VevoID
 
=
 
Vevo
.
ID
)
 
RendelesOsszeg

```

A fenti példa a vevő neve mellett megjeleníti az eddigi rendeléseinek összegét is.
Összetettebb példa:
```
 
SELECT
 
munka_szám
 
FROM
 
munka

 
WHERE
 
ó
raszám
*
ó
radíj
 
=
 
(

   
SELECT
 
max
(
ó
raszám
*
ó
radíj
)
 
FROM
 
munka

   
);

```

A lekérdezés megkeresi a legnagyobb árbevételű munkáinkat – akkor használható jól, ha több is van belőle.

##### FROM
Meghatározza, hogy mely adatbázis-táblákból szeretnénk összegyűjteni az adatokat.
Példa a hagyományos (limitált képességű, néha problémás) szintaxissal:
```
 
SELECT
 
*

 
FROM
 
Beteg
,
 
Kezeles

 
WHERE
 
Kezeles
.
Beteg_ID
 
=
 
Beteg
.
Beteg_ID

```

vagy az újabb módszer szerint:
```
 
SELECT
 
*

 
FROM
 
Beteg

 
INNER
 
JOIN
 
Kezeles
 
ON
 
Kezeles
.
Beteg_ID
 
=
 
Beteg
.
Beteg_ID

```

az összes beteg-kezelés párost adja. Amelyik betegnek nem volt kezelése, azt nem írja ki, amelyiknek több volt, azt annyiszor, ahány kezelésen átesett.
LEFT esetén: az első tábla adatai akkor is szerepelnek, ha nincs illeszkedő adat a másodikban (azaz a fenti példában megmutatja azokat a betegeket is, akinek soha nem volt kezelése)
RIGHT esetén: a második tábla adatai akkor is szerepelnek, ha nincs illeszkedő adat az elsőben (itt ugyanazt az eredményt adja, mint INNER esetén, ha minden kezeléshez tartozik beteg)
FULL OUTER: mindkét táblából megmutatja az összes sort (itt megegyezik a LEFT JOIN eredményével, ha minden kezeléshez tartozik beteg
CROSS: a táblák Descartes szorzatát képezi, azaz az összes lehetséges kombinációt megmutatja. Ekkor a modern szintaxis szerint az ON részre nincs szükség, a régi szerint pedig a WHERE rész nem kell. A gyakorlatban erre a változatra nagyon ritkán van szükség, itt sem adna értelmes adatokat.
A FROM részben a beágyazott lekérdezések (nested query) használatát nagy táblák esetében érdemes elkerülni, mert feleslegesen terhelheti a szervert, illetve megnyújthatja a lekérdezés futás idejét. Egyik lehetséges kerülő megoldás az ideiglenes táblák használata, melyet az eredeti lekérdezésünk elé írt WITH SubQueryTableName AS (SELECT ... FROM ... WHERE ...) szintaxissal valósítható meg.

##### WHERE
Szűrési feltételeket fogalmaz meg, amelyek szűkítik az eredményhalmazt (a Descartes-szorzathoz
képest). Példa:
```
 
SELECT
 
*

 
FROM
 
Beteg
,
 
Kezeles

 
WHERE
 
Beteg
.
ID
 
=
 
Kezeles
.
BetegID
 
AND
 
Kezeles
.
Datum
 
=
 
CURRENT
 
DATE

```

A fenti lekérdezés visszaadja, milyen kezeléseket végeztek ma, és melyik betegeken.
A WHERE szakaszban a Boole-algebra kifejezései használhatók, OR, AND és NOT operátorokkal.

##### GROUP BY
Egyes sorok összevonását, csoportosítását írja elő az eredménytáblában. Példa:
```
 
SELECT
 
COUNT
(
*
),
 
Tulajdonos

 
FROM
 
Szamla

 
WHERE
 
Allapot
 
=
 
'N'

 
GROUP
 
BY
 
Tulajdonos

```

A fenti példa a Tulajdonos oszlop alapján csoportosítja a sorokat. A SELECT részben lévő COUNT(*) egy-egy csoport sorainak számát adja vissza, az összevonás előtt.

##### HAVING
A WHERE-hez hasonlóan itt is szűrést fogalmazhatunk meg, azonban itt a csoportosítás utáni eredményhalmazra. Példa:
```
 
SELECT
 
COUNT
(
*
),
 
Tulajdonos

 
FROM
 
Szamla

 
WHERE
 
Allapot
 
=
 
'N'

 
GROUP
 
BY
 
Tulajdonos

 
HAVING
 
COUNT
(
*
)
 
>
 
1

```

Az előző példához képest itt annyi a módosulás, hogy csak azok a csoportok jelennek meg, amelyek egynél több sorból lettek összevonva.

##### ORDER BY
Az eredményhalmaz rendezését adja meg. Példa:
```
 
SELECT
 
*

 
FROM
 
Beteg

 
ORDER
 
BY
 
Szuletes
 
DESC

```

A fenti példa a betegek listáját adja vissza, születési dátum szerint sorba rendezve, elöl a legfiatalabb beteggel.

##### CASE
```
 
CASE
 
WHEN
 
logikai
 
vizsgálat
 
THEN
 
kifejezés
 
ha
 
igaz
 
..
 
ELSE
 
kifejezés
 
ha
 
az
 
előzőekre
 
nem
 
illeszkedik
 
END

```

A logikai vizsgálat eredményétől függően vezérelhetjük, hogy mit szeretnénk az adott oszlopban látni.
Példa:
```
  
select
 
app_id
,
budget_info_type
,
amount

  
from
 
acq_budget_info

```

A lekérdezés eredménye:
```
APP_ID     BUDGET_INFO_TYPE         AMOUNT
---------- ------------------------ -----------
0001       net_income               110000
0001       bonus                    7500
0001       gross_income             1000
0002       gross_income             2000
0002       net_income               120000
0002       bonus                    8500
0003       gross_income             3000
0003       bonus                    9500
0003       net_income               130000
```

Az előző lekérdezés transzponáltja:
```
 
select
 
APP_ID
,
 
max
(
net_income
)
 
as
 
net_inc
,
 
max
(
gross_income
)
 
as
 
gross_inc
,
 
max
(
bonus
)
 
as
 
bonus_inc

 
from
 
(

  
select
 
APP_ID
,

   
case
 
when
 
BUDGET_INFO_TYPE
=
'net_income'
 
then
 
amount
 
else
 
null
 
end
   
as
  
net_income
,

   
case
 
when
 
BUDGET_INFO_TYPE
=
'gross_income'
 
then
 
amount
 
else
 
null
 
end
 
as
 
gross_income
,

   
case
 
when
 
BUDGET_INFO_TYPE
=
'bonus'
 
then
 
amount
 
else
 
null
 
end
 
as
   
bonus

  
from
 
acq_budget_info
)
 
xx

 
group
 
by
 
APP_ID

```

```
APP_ID     net_inc     gross_inc     bonus_inc
---------- ----------- ------------- -------------
0001       110000      1000          7500
0002       120000      2000          8500
0003       130000      3000          9500
```

Megjegyzések:
- az oszlopoknál megadott alias elnevezéseknél az 'as' elhagyható
- a belső select-tet tartalmazó táblára illesztett alias ("xx") elhagyható Oracle, SQLite esetén de szükséges MySQL, PostrgreSQL és MS SQL Server esetén

### Adatmanipulációs nyelv (Data Manipulation Language - DML)
Angolul query plan.
A kurzor létrehozásának technikája adja az SQL kiszolgálók igazi erejét. Nem mindegy ugyanis, hogy sikerül-e a táblákat megfelelő oszlopok (és indexek!) segítségével összekapcsolni, és ezekből kurzort készíteni, vagy pedig átmeneti táblát kell létrehozni az eredményeknek.
Az egyes relációsadatbázis-kezelők egymástól igen eltérő algoritmusokat használnak a lekérdezési tervek megalkotásához. Gyakori a szabályalapú (rule-based), és a költségalapú (cost-based) lekérdezésiterv-készítés. A költségalapú lekérdezési tervhez ismerni kell az adatok statisztikai eloszlását: átlagát, szórását stb. A szabályalapú lekérdezéseknél elegendő csak a relációs adatbázis szerkezetének ismerete. A legtöbb relációsadatbázis-kezelő a kettő valamilyen kombinációjával dolgozik.
Sok gyártó SQL megvalósításában lehetséges a keresési stratégia befolyásolása, úgynevezett programozói lekérdezési tippek (query hints) segítségével. Azonban minél jobb egy adatbázis-kezelő, annál kevésbé szükséges ezek használata.

#### INSERT
Adatokat ad hozzá egy táblához.
Példa:
```
 
INSERT
 
INTO
 
Szamla
 
(
Szamlaszam
,
 
Tulajdonos
,
 
Nyitas
,
 
Allapot
)

 
VALUES
 
(
123456
,
 
'H. Kovács Géza'
,
 
'1996.05.14.'
,
 
'N'
);

```

#### UPDATE
Módosítást hajt végre az adatokon.
Példa:
```
 
UPDATE
 
Szamla
 
SET
 
Allapot
 
=
 
'D'
 
WHERE
 
Szamlaszam
 
=
 
123456
;

```

A fenti utasítás megváltoztatja az egyik számla állapotát.

#### DELETE
Adatokat töröl egy táblából. Példa:
```
 
DELETE
 
FROM
 
Beteg
 
WHERE
 
TAJ
 
=
 
'123 456 789'
;

```

Ez az utasítás annak a betegnek, akinek a tajszáma:123 456 789, törli az összes adatát a Beteg táblából.

### Adatelérést Vezérlő Nyelv (Data Control Language - DCL)
A jogosultságok adása és a vezérlők működésének szabályozása. Ide szokás sorolni: GRANT, REVOKE, COMMIT, ROLLBACK, SAVEPOINT (ez utóbbi nem minden sql-ben szerepel, pl oracle verzióban nem)

#### GRANT
Ezzel tudunk adni jogosultságot egy tábla eléréséhez, adott parancs létrehozásához. Két fajtája van:
- adott objektumra vonatkozó jogosultság: table privilege - például: egy adott táblán tudjon lekérdezni, beszúrni vagy törölni, ekkor természetesen meg kell adni, hogy melyik objektumról van szó
- egyfajta parancs létrehozására vonatkozó jogosultság: system privilege - például tudjon létrehozni vagy törölni táblát

Példák:
```
grant
 
select
 
on
 
egy_tabla
 
to
 
user1
;

```

Ezzel a user1 felhasználó tud select-tet végrehajtani az egy_tabla-n.
```
grant
 
create
 
table
 
to
 
user1
;

```

Ezzel a user1 felhasználó tud táblát létrehozni.

#### REVOKE
Ezzel tudunk meglévő jogosultságot visszavonni.
```
revoke
 
create
 
table
 
from
 
user1
;

```

```
revoke
 
select
 
on
 
egy_tabla
 
from
 
user1
;

```

### Egyéb utasítások

#### JOIN
Az összekapcsolás lényege, hogy két vagy több táblában tárolt adatokat tudunk lekérdezni az alapján, hogy hol egyezik a megadott mezőérték.

Példatáblák: az alábbi két táblán (gepjarmu és javitasok) összekapcsolások segítségével tudjuk meghatározni, hogy pl milyen rendszámú autón milyen javítás szükséges vagy adott javításhoz melyik gépjárműhöz tartozik.
```
 
SELECT
 
*
 
FROM
 
gepjarmu
;

 

car_azonosito
   
rendszam

--------------- ----------

1001
            
ZQL
-
556

1002
            
WPT
-
444

1003
            
ZRM
-
555

 
SELECT
 
*
 
FROM
 
javitasok
;

 

car_ID
          
alkatresz

-------------   ------------

1001
            
váltó

1001
            
kerék

1002
            
kerék

1004
            
futómű

```

Általában a két táblában lévő azonosító oszlop elnevezése megegyezik (pl. car_azonosito lenne a javitasok táblában is), de ez nem szükséges, ezért szerepel kétfajta elnevezés a két táblában.

##### CROSS JOIN
Cartesian-join, Descartes-szorzat

A feltétel nélküli összekapcsolás. Ez az összekapcsolás a két tábla minden sorát összekapcsolja. Az inner join ennek részhalmaza (az a where feltétel, amikor egyezik a két táblában az azonositó)
```
select
 
*
 
from
 
gepjarmu

cross
 
join
 
javitasok

car_azonosito
   
rendszam
        
car_ID
          
alkatresz

--------------- --------------- --------------- ---------------

1001
            
ZQL
-
556
         
1001
            
váltó

1001
            
ZQL
-
556
         
1002
            
kerék

1001
            
ZQL
-
556
         
1002
            
váltó

1001
            
ZQL
-
556
         
1004
            
futómű

1002
            
WPD
-
444
         
1001
            
váltó

1002
            
WPD
-
444
         
1002
            
kerék

1002
            
WPD
-
444
         
1002
            
váltó

1002
            
WPD
-
444
         
1004
            
futómű

1003
            
ZRM
-
555
         
1001
            
váltó

1003
            
ZRM
-
555
         
1002
            
kerék

1003
            
ZRM
-
555
         
1002
            
váltó

1003
            
ZRM
-
555
         
1004
            
futómű

```

Amennyiben feltétel nélkül select-tet adunk meg két táblával, akkor a cross join-nak megfelelő eredményt kapjuk:
```
select
 
*
 
from
 
gepjarmu
,
 
javitasok

```

A cartesian join sorainak száma a két tábla sorainak számának szorzata. A példában: 3 • 4 = 12

##### INNER JOIN
Belső összekapcsolás, metszet

A két tábla metszete, azaz azok a sorok, amelyek mindkét táblában megtalálhatóak.
```
select
 
*
 
from
 
gepjarmu
,
 
javitasok

where
 
gepjarmu
.
car_azonosito
 
=
 
javitasok
.
car_ID

car_azonosito
   
rendszam
        
car_ID
          
alkatresz

--------------- --------------- --------------- ---------------

1001
            
ZQL
-
556
         
1001
            
váltó

1002
            
WPD
-
444
         
1002
            
kerék

1002
            
WPD
-
444
         
1002
            
váltó

```

Ebben a select-ben csak azok a sorok jelennek meg, amelyek mindkét táblában megtalálhatóak (1001 és 1002 azonosítójú autók) és annyiszor ahány sorban megjelenik az azonosító (az 1002-es azonosítójú gépjármű kétszer, mert a javitasok táblában kétszer szerepel.)

A where feltételben megadott inner join jól mutatja, hogy az inner join a cartesian join (minden-mindennel) azon részhalmaza, ahol egyezik az azonosító. Az inner join másfajta felírása (eredménye ugyanaz mint a where feltételben megadott összekapcsolás)
```
select
 
*
 
from
 
gepjarmu

inner
 
join
 
javitasok

on
 
gepjarmu
.
car_azonosito
 
=
 
javitasok
.
car_ID

```

Az „inner” szó elhagyható, az önállóan feltüntetett „join” is ugyanúgy az inner join-t adja.

##### LEFT JOIN
Baloldali kapcsolás. A kapcsolás alapját (értelmezési tartományát, gepjarmu tábla) adó tábla összes sorához történik hozzárendelés.
```
select
 
*
 
from
 
gepjarmu

left
 
join
 
javitasok

on
 
gepjarmu
.
car_azonosito
 
=
 
javitasok
.
car_ID
;

car_azonosito
   
rendszam
        
car_ID
          
alkatresz

--------------- --------------- --------------- ---------------

1001
            
ZQL
-
556
         
1001
            
váltó

1002
            
WPD
-
444
         
1002
            
kerék

1002
            
WPD
-
444
         
1002
            
váltó

1003
            
ZRM
-
555
         
(
null
)
          
(
null
)

```

- ha szerepel a másik táblában érték akkor azt rendeli hozzá (pl.  1001-es gépjárműhöz ’váltó’)
- ha többször szerepel a másik táblában érték, akkor annyiszor kerül feltüntetésre, ahány sorban megtalálható a másik táblában (pl. az 1002-es gépjármű kétszer szerepel, mert két sorban is megjelenik a javitasok táblában: ’kerék’ és ’váltó’)
- ha nem található meg a második táblában akkor NULL érték kerül hozzárendelésre (pl az 1003-as gépjármű nincs benne a javitasok táblában)
Használatos a left join helyett a left outer join parancs, amely tartalmilag megegyezik.

##### RIGHT JOIN
Jobboldali kapcsolás. A kapcsolt (második, javitasok tábla) minden eleméhez elvégzi a hozzákapcsolást.
```
select
 
*
 
from
 
gepjarmu

right
 
join
 
javitasok

on
 
gepjarmu
.
car_azonosito
 
=
 
javitasok
.
car_ID
;

car_azonosito
   
rendszam
        
car_ID
          
alkatresz

--------------- --------------- --------------- ---------------

1001
            
ZQL
-
556
         
1001
            
váltó

1002
            
WPD
-
444
         
1002
            
kerék

1002
            
WPD
-
444
         
1002
            
váltó

(
null
)
          
(
null
)
          
1004
            
futómű

```

- ha szerepel az első táblában érték, akkor azt rendeli hozzá (pl. 1001-es car_ID gépjárműhöz található rendszám)
- ha többször szerepel a táblában akkor annyiszor kerül felsorolásra, ahány ilyen sor van (pl. az 1002-es gépjármű kétszer szerepel, ezért két sorban kapjuk eredményül)
- ha a második táblában szerepel, de az elsőben nem, akkor is megjelenik a lekérdezésben, de NULL értékkel (például az 1004-es gépjármű csak a javitasok táblában található, a gepjarmu táblában nem)
Használatos a right join helyett a right outer join parancs, amely tartalmilag megegyezik.

##### FULL JOIN
Mindkét oldalról elvégzi az összekapcsolást, azaz az előző három join uniója:
- inner join
- right join

- left join
```
select
 
*
 
from
 
gepjarmu

full
 
join
 
javitasok

on
 
gepjarmu
.
car_azonosito
 
=
 
javitasok
.
car_ID
;

car_azonosito
   
rendszam
        
car_ID
          
alkatresz

--------------- --------------- --------------- ---------------

1001
            
ZQL
-
556
         
1001
            
váltó

1002
            
WPD
-
444
         
1002
            
kerék

1002
            
WPD
-
444
         
1002
            
váltó

1003
            
ZRM
-
555
         
(
null
)
          
(
null
)

(
null
)
          
(
null
)
          
1004
            
futómű

```

Tehát a left join, right join és inner join megfogalmazható úgy is, hogy ezek a full join részhalmazai. Az inner join a full join olyan részhalmaza, amely sorban nem szerepelnek (null) értékek.

Mivel a full join a három join uniója, ezért helyettesíthető az alábbi paranccsal:
```
select
 
*
 
from
 
gepjarmu

  
inner
 
join
 
javitasok

  
on
 
gepjarmu
.
car_azonosito
 
=
 
javitasok
.
car_ID

union

select
 
*
 
from
 
gepjarmu

  
left
 
join
 
javitasok

  
on
 
gepjarmu
.
car_azonosito
 
=
 
javitasok
.
car_ID

union

select
 
*
 
from
 
gepjarmu

  
right
 
join
 
javitasok

  
on
 
gepjarmu
.
car_azonosito
 
=
 
javitasok
.
car_ID

```

A full join szerepel az Oracle, ProstgreSQL és MS SQL Server verziókban, de nem szerepel a MySQL, SQLite típusokban – ez utóbbi esetekben az előző union paranccsal tudjuk létrehozni.
A full join és cartesian join kapcsolata: két tábla cartesian join (minden adat mindegyikkel kapcsolva) és full join halmazainak metszete a két tábla inner join-ja.
Használatos a full join helyett a full outer join parancs, amely tartalmilag megegyezik.

##### SELF JOIN és tábla alias
Érdemes használni a tábla nevekre a lekérdezésekben aliast, mert megkönnyíti a hivatkozást:
```
select
 
*
 
from
 
gepjarmu
 
a
,
 
javitasok
 
b

where
 
a
.
car_azonosito
 
=
 
b
.
car_ID

```

Szükséges lehet önmagával kapcsolni a táblát (self-join). Ebben az esetben a két táblát alias-szal tudjuk megkülönböztetni. A következő példában szeretnénk kigyűjteni a dolgozo táblából minden dolgozóhoz a nálánál kevesebbet keresőket.
```
select
 
*
 
from
 
dolgozo

name
       
sal

---------- ----------

Nagy
       
7500

Balogh
     
7600

Kovács
     
7700

Szabó
      
7800

```

```
select
 
*
 
from
 
dolgozo
 
x
,
 
dolgozo
 
y

where
 
x
.
sal
 
<
 
y
.
sal

name
       
sal
        
name
       
sal

---------- ---------- ---------- ----------

Nagy
       
7500
       
Balogh
     
7600

Nagy
       
7500
       
Kovács
     
7700

Balogh
     
7600
       
Kovács
     
7700

Nagy
       
7500
       
Szabó
      
7800

Balogh
     
7600
       
Szabó
      
7800

Kovács
     
7700
       
Szabó
      
7800

```

#### Változók, elágazások, ciklusok
Az SQL-t az idők során kiegészítették olyan tulajdonságokkal, hogy a programozók képesek legyenek benne bonyolult algoritmusokat is írni. Ez akkor válhat szükségessé, ha például komoly adatkezelési feladatokat szeretnénk az ügyféloldalról a kiszolgálóoldalra áthelyezni, az ott elérhető sokkal nagyobb teljesítmény miatt. De az is lehet, hogy csak egyszerűsíteni akarjuk a programozást felhasználói függvények létrehozásával (például szükségünk lenne egy olyan függvényre, ami a tajszámból kiszedi a szóközöket).
Az SQL nyelv részei a változókezelés, elágazások, ciklusok kezelése, kivételkezelés stb.
A legnagyobb különbségek az SQL kiszolgálók között éppen ezeknél a nyelvi elemeknél adódik: ahány gyártó, annyiféle megvalósítás.
Az egyéb nyelvi elemek szemléltetésére álljon itt egy Sybase ASA SQL példa:
```
 
CREATE
 
FUNCTION
 
DigitsOnly
(
IN
 
M_Nev
 
VARCHAR
(
30
))

 
RETURNS
 
VARCHAR
(
30
)

 
BEGIN

   
DECLARE
 
M_Result
 
VARCHAR
(
16
);

   
DECLARE
 
i
 
INTEGER
;

   
SET
 
i
 
=
 
1
;

   
SET
 
M_Result
 
=
 
''
;

   
WHILE
 
(
i
 
<=
 
LENGTH
(
M_Nev
))
 
LOOP

     
IF
 
SUBSTR
(
M_Nev
,
 
i
,
 
1
)
 
BETWEEN
 
'0'
 
AND
 
'9'
 
THEN

       
SET
 
M_Result
 
=
 
M_Result
 
+
 
SUBSTR
(
M_Nev
,
 
i
,
 
1
)

     
END
 
IF
;

     
SET
 
i
 
=
 
i
 
+
 
1
;

   
END
 
LOOP
;

   
IF
 
m_Result
 
=
 
''
 
THEN

     
RETURN
(
Null
)

   
ELSE

     
RETURN
(
M_Result
)

   
END
 
IF
;

 
END
;

```

A fenti függvény a bemenetére küldött szövegből csak a számjegyeket hagyja meg.

## Jelentős különbségek az SQL megvalósítások között

### Adattípusok
- Az Oracle nem támogatja a VARCHAR-t, helyette a VARCHAR2-t javasolja
- Az Oracle nem támogatja a LONG VARCHAR-t, helyette a CLOB-ot javasolja
- Oracle-ben a DATE dátumot és időt is tartalmazhat, más rendszerekben ez csak dátum lehet
- Egyes megvalósításokban (pld. PostgreSQL) létezik általános típusú adat is (bytea), amelyben akármit és akármekkora terjedelemben tárolhatunk
- Némelyik rendszerben létezik a SMALLINT vagy az INTEGER típus is, mint szabványon kívüli elemek
- Van olyan rendszer, amiben a BOOL típust is megvalósították

### Keresés
Bizonyos SQL kiszolgálók gyors keresésnél csak a teljesen pontosan beírt keresőkérdésre találják meg a választ. Gondot kell fordítanunk a kis- és nagybetűkre, valamint az ékezetek helyes használatára (Oracle, Firebird, PostgreSQL).
Más SQL kiszolgálók képesek figyelmen kívül hagyni az ékezeteket és egyenrangúnak tekintik a kis- és nagybetűket a keresés során, ha ezt kérjük (Sybase ASE, Sybase ASA).

### FROM nélküli SELECT
FROM nélküli SELECT utasításra példa:
```
 
SELECT
 
SYSDATE

```

A fenti példa egyes SQL kiszolgálók esetében nem működik, mivel a FROM náluk kötelező nyelvi elem.
Ezért például az Oracle minden adatbázisában szerepelteti a DUAL táblát, amelynek egyetlen rekordja van. Így Oracle SQL-ben ezt kell írnunk:
```
 
SELECT
 
SYSDATE
 
FROM
 
DUAL

```

Természetesen itt a DUAL tábla valódi tartalma lényegtelen.
Bármely adatbankban, ha számolási eredményekre kíváncsi a felhasználó, lehetséges egy dummy (vagy tetszőleges nevű) üres tábla létrehozása, majd ennek felhasználásaval aritmetikai műveletek végezhetők el. Példa:
```
  
create
 
table
 
dummy
 
(
teszt
 
numeric
)

  
insert
 
into
 
dummy
 
values
(
0
)

  
select
 
(
12
+
88
)
/
3
 
from
 
dummy

```